# Traitsching
Traitsching ist eine Gemeinde im Oberpfälzer Landkreis Cham.

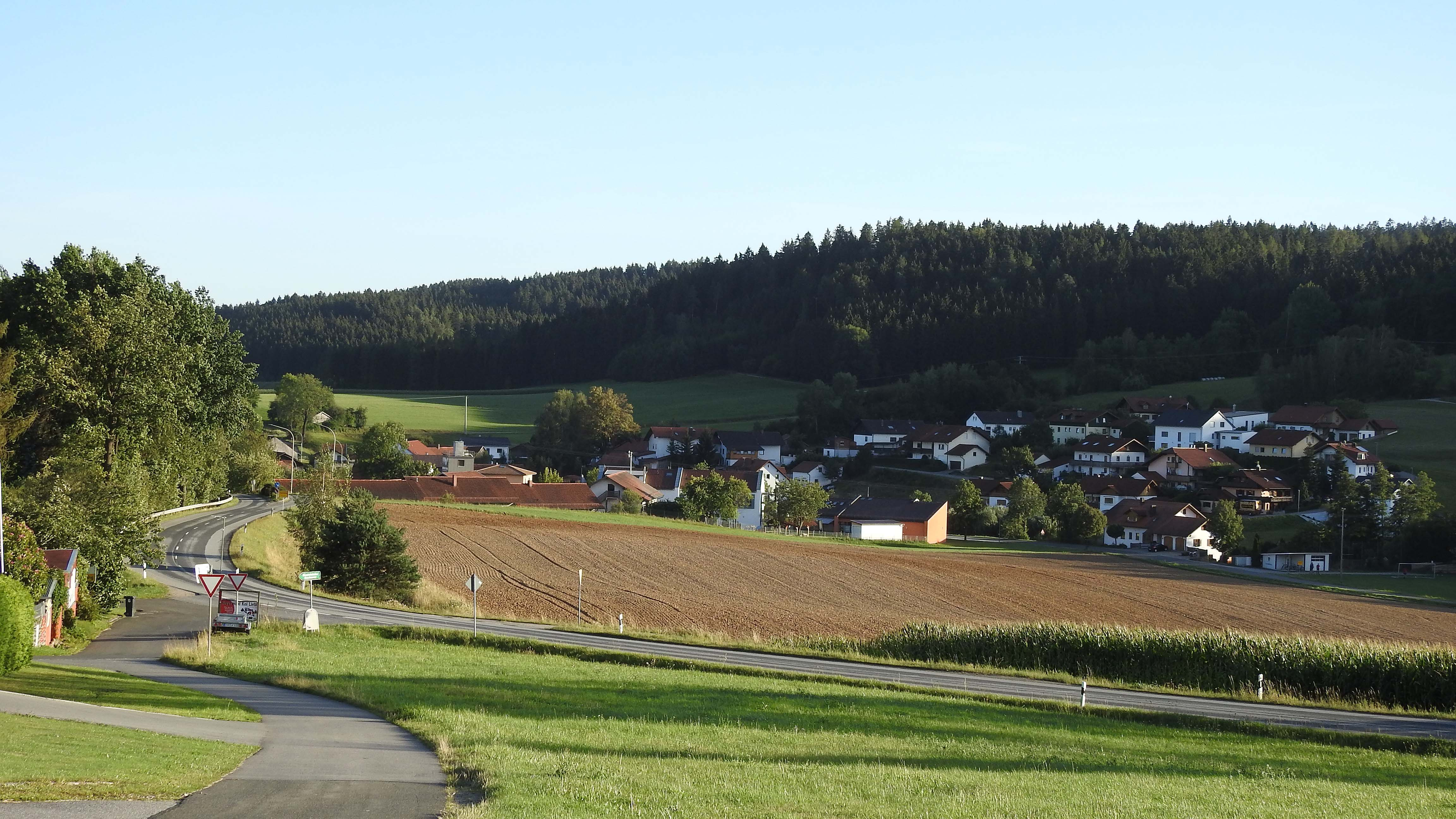
Traitsching von Norden

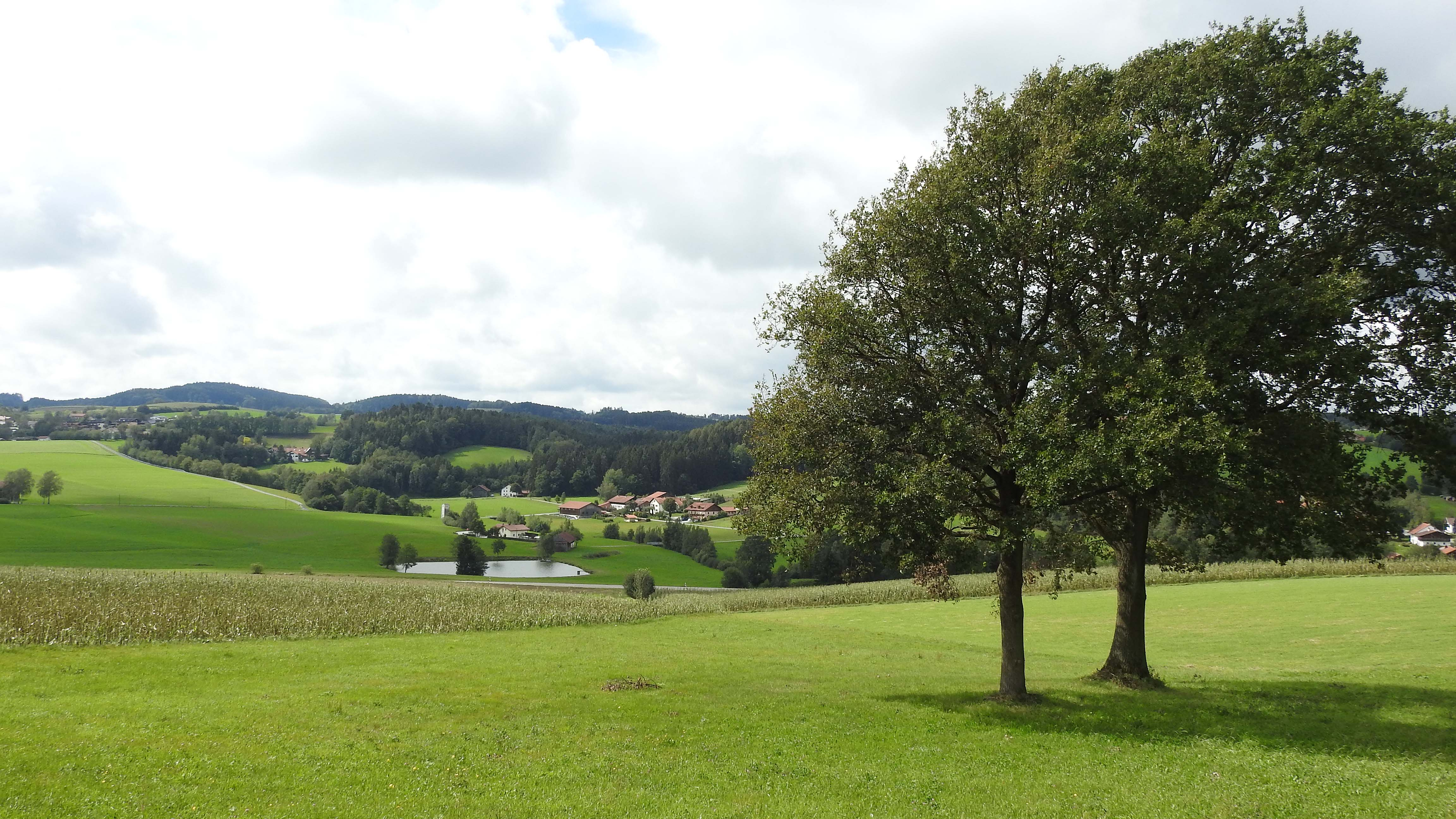
Bei Obergoßzell

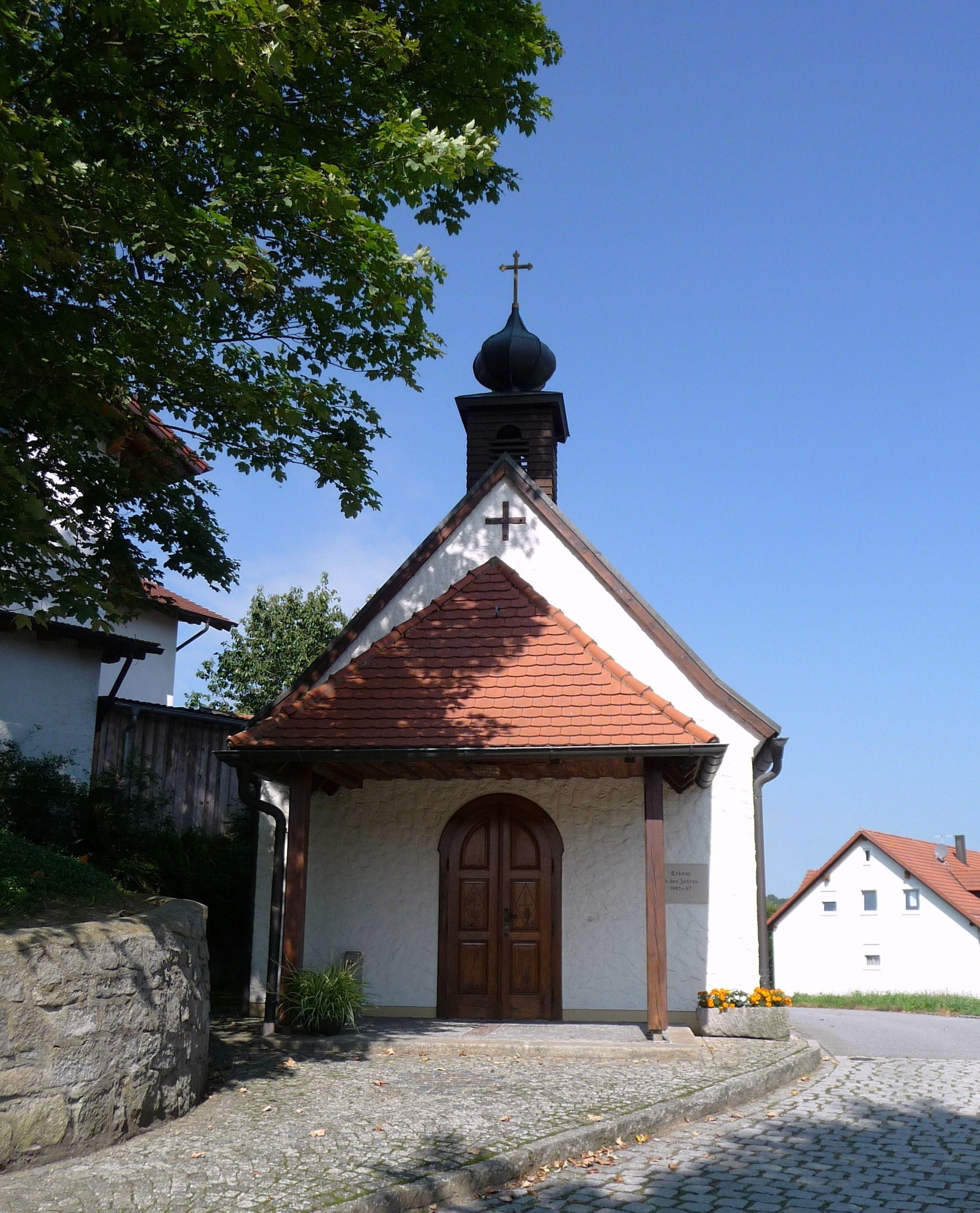
Kapelle in Traitsching

## Geographie

### Geographische Lage
Traitsching liegt in der der Planungsregion 11 (Regensburg) im südlichen Landkreis Cham.

### Gemeindegliederung
Es gibt 68 Gemeindeteile (in Klammern ist der Siedlungstyp angegeben):
- Atzenzell (Dorf)
- Birnbrunn (Dorf)
- Boden (Weiler)
- Brelitz (Einöde)
- Büchsenmühle (Einöde)
- Dinzling (Dorf)
- Einfaltsberg (Einöde)
- Faschaberg (Weiler)
- Geigenmühle (Einöde)
- Geisberg (Einöde)
- Gstetten (Einöde)
- Habersdorf (Dorf)
- Hagendorf (Dorf)
- Haidhof hinterer (Einöde)
- Haidhof vorderer (Dorf)
- Haschabühl (Weiler)
- Haselhof (Einöde)
- Hermannsgrub (Weiler)
- Hetzelhof (Einöde)
- Heustadl (Einöde)
- Himmelreich (Einöde)
- Hinterberg (Einöde)
- Hochfeld (Einöde)
- Höhhof (Dorf)
- Hühnerberg (Einöde)
- Kaltenberg (Einöde)
- Knotthof (Weiler)
- Kohhof (Weiler)
- Kronwitt (Dorf)
- Kuppel (Weiler)
- Lehhof (Einöde)
- Loifling (Dorf)
- Löwengrub (Weiler)
- Mühlberg (Einöde)
- Mühlhof (Einöde)
- Oberbühl (Weiler)
- Obergoßzell (Dorf)
- Oberhagendorf (Weiler)
- Obermühle (Einöde)
- Oed (Einöde)
- Randlhof (Einöde)
- Reisach (Weiler)
- Salmannsgrub (Weiler)
- Sattelbogen (Pfarrdorf)
- Sattelpeilnstein (Pfarrdorf)
- Schafbach (Einöde)
- Schönferchen (Einöde)
- Seignhof (Weiler)
- Siedling (Dorf)
- Sitzenberg (Dorf)
- Steinmühle (Einöde)
- Thal (Dorf)
- Thannet (Weiler)
- Tragenschwand (Dorf)
- Traitsching (Dorf)
- Traumarch (Einöde)
- Trebersdorf (Dorf)
- Trefling (Dorf)
- Unterbühl (Einöde)
- Untergoßzell (Dorf)
- Unterrauchenberg (Einöde)
- Weigelsberg (Weiler)
- Weiherhaus (Einöde)
- Wieden (Einöde)
- Wiedenhof
- Wieshof (Einöde)
- Wilting (Pfarrdorf)
- Wöhrhof (Dorf)

Es bestehen die Gemarkungen Atzenzell, Birnbrunn, Loifling, Obergoßzell, Sattelbogen, Sattelpeilnstein und Traitsching.

## Geschichte

### Bis zum 20. Jahrhundert
Traitsching gehörte zum Rentamt Straubing und zum Landgericht Cham des Kurfürstentums Bayern. Ein großer Teil des heutigen Gemeindegebietes war ein Teil der Grundherrschaft Loifling und stand u. a. unter der Verwaltung der Poißl von Loifling. Nach dem Frieden von Preßburg gehörte Traitsching 1806 bis 1918 zum Königreich Bayern, daher zeitweilig auch zur Münchner Räterepublik und zum Deutschen Reich 1933 bis 1945 des Nationalsozialismus. Nach dem Zweiten Weltkrieg (1939–1945) wurden die Bewohner Angehörige des Bundeslandes Bayern in der Bundesrepublik Deutschland.
Auch im Landgericht Cham wurden infolge des Gemeindeedikts 1818 Gemeinden gebildet. Allerdings entstand die Gemeinde Traitsching erst 1821 bei einer Überprüfung durch Abtrennung aus der Gemeinde Thierling.
Auf Traitschinger Gemarkung, etwa 700 Meter südöstlich der Ortsmitte, befindet sich der Burgstall Schanzenberg auf dem Schanzenberg, heute ein sagenumwobenes Bodendenkmal, eine abgegangene Burganlage des Frühmittelalters aus dem 9. oder 10. Jahrhundert.

### Eingemeindungen
Im Jahr 1946 wurde Loifling in die Gemeinde eingegliedert. Im Zuge der Gebietsreform in Bayern wurden am 1. Januar 1972 Sattelbogen (mit den 1946 eingemeindeten Orten Atzenzell und Obergoßzell) und Sattelpeilnstein (mit der 1946 eingemeindeten Ort Birnbrunn) eingegliedert.

### Einwohnerentwicklung
Zwischen 1988 und 2018 wuchs die Gemeinde von 3688 auf 4189 um 501 Einwohner bzw. um 13,6 %.
- 1961: 2585 Einwohner
- 1970: 2774 Einwohner
- 1987: 3666 Einwohner
- 1991: 3886 Einwohner
- 1995: 4022 Einwohner
- 2000: 4055 Einwohner
- 2005: 4085 Einwohner
- 2010: 4057 Einwohner
- 2015: 4105 Einwohner

## Politik

### Gemeinderat und Bürgermeister
Nach den Gemeinderatswahlen von 2014 und 2020 gehören im 16-köpfigen Gemeinderat jeweils elf Gemeinderäte der CSU und fünf den Freien Wählern an.
Bürgermeister ist seit 1. Mai 2008 Josef Marchl (CSU). Bei der Kommunalwahl 2014 wurde er mit 85,0 % der abgegebenen gültigen Stimmen im Amt bestätigt und am 15. März 2020 mit 93,7 % der gültigen Stimmen für weitere sechs Jahre gewählt.

### Gemeindefinanzen
Im Jahr 2017 betrugen die Gemeindesteuereinnahmen 3.074.000 Euro, davon waren 938.000 Euro Gewerbesteuereinnahmen (netto) und 1.773.000 Euro Gemeindeanteil an der Einkommensteuer.

### Partnergemeinden
Die Gemeinde pflegt partnerschaftliche Beziehungen zu:
- Altschwendt (Oberösterreich, seit 1973)
- Švihov (seit 2001)

### Wappen
| | Blasonierung: „In Blau ein silbernes Hirschgeweih, dazwischen schwebend ein goldener Heidenrumpf.“ |
| Wappenbegründung: Ein Teil der heutigen Gemeinde Traitsching gehörte vor 1848 zur Grundherrschaft Loifling. Das Wappen von Traitsching zeigt Wappenbilder aus den Stammwappen zweier für die Geschichte der Grundherrschaft bedeutenden Adelsgeschlechter. Der bärtige Männerkopf mit der spitzen Mütze, ein sogenannter Heidenkopf (Heraldik) oder Heidenrumpf, steht für das fränkische Rittergeschlecht der Stettner, auch ansässig am Grabenhof in Neuburg an der Donau, Kanton Altmühl und Odenwald; das Hirschgeweih für die vom 15. bis in das 19. Jahrhundert als Inhaber der Hofmark Loifling nachweisbaren Familie Poißl. (Oberpfälzer Wappenbuch. Öffentliche Wappen der Oberpfalz, Regensburg 1991, Seite 64 f.) Die Leonhard-Stettner-Schule Wilting in Traitsching erhielt ihren Namen in Erinnerung an das Rittergeschlecht der Stettner, vermutlich ist ein Dechant Leonhard in Cham (Oberpfalz) der Namensgeber. Das Wappen ist seit 1970 in Gebrauch (Beschluss des Gemeinderates in Traitsching und Zustimmung des bayerischen Staatsministeriums des Innern in München vom 4. April 1970). | |

## Kultur und Sehenswürdigkeiten

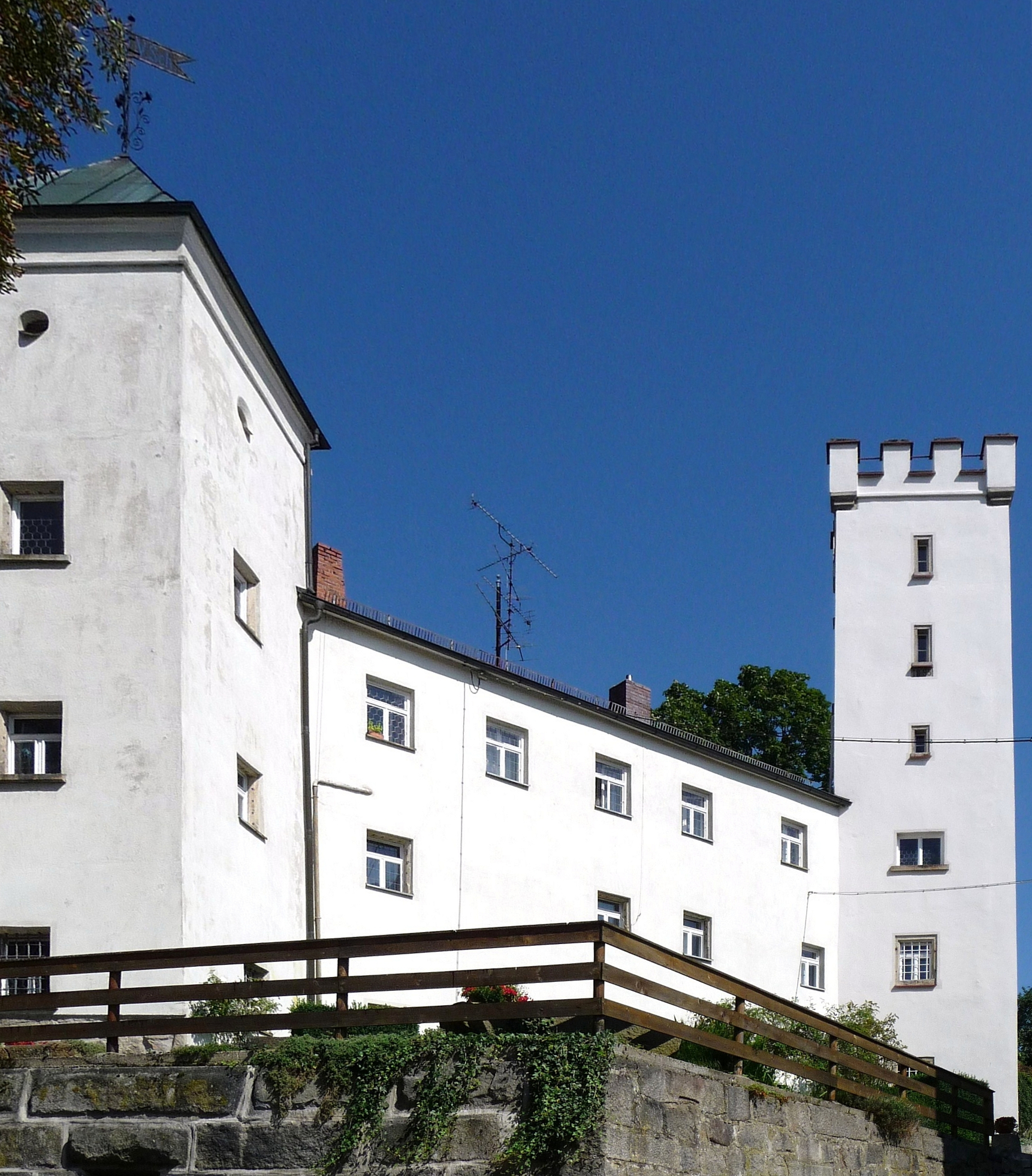
Schloss Sattelpeilnstein

### Baudenkmäler
- Wasserschloss Loifling
- Schloss Sattelpeilnstein

### Natur
- Das Naturschutzgebiet Schlossberg von Sattelpeilnstein umfasst die bewaldete Granitkuppe mit Mauerresten der Burg Sattelpeilnstein.

### Theater
Die Theatergruppe Wilting ist eine der beliebtesten Laienspielbühnen des Landkreises Cham. Von Pfarrer Otto Böhm 1977 wieder zum Leben erweckt, werden jedes Jahr um Ostern hauptsächlich bayerische Volksstücke, aber neuzeitliche Inszenierungen, wie z. B. Stücke des Mundartdichters Toni Lauerer aufgeführt.

### Vereine
- Der größte und erfolgreichste Verein in der Gemeinde Traitsching ist der SV Wilting, gegründet als reiner Fußballverein am 28. September 1968 durch einen Aufruf des damaligen Bürgermeisters Karl Sölch. Im Laufe der Jahrzehnte erweiterte sich das Sportangebot um eine Gymnastik-, Tennis-, Volleyball-, Badminton- und Skiabteilung sowie um eine Nordic-Walking- und Läufergruppe. Mittlerweile zählt der Verein über 800 Mitglieder.
- VdK-Ortsverband Traitsching

## Wirtschaft

### Arbeitsplätze
2017 gab es in der Gemeinde 462 sozialversicherungspflichtige Arbeitsplätze. Von der Wohnbevölkerung standen 1781 Personen in einem versicherungspflichtigen Beschäftigungsverhältnis. Damit war die Zahl der Auspendler um 1319 Personen größer als die der Einpendler. 55 Einwohner waren arbeitslos.

### Land- und Forstwirtschaft
2016 gab es 68 landwirtschaftliche Betriebe; von der Gemeindefläche waren 2.140 Hektar landwirtschaftlich genutzt und die Waldfläche betrug 1.570 Hektar.

### Verkehr
Die Bundesstraße 20 führt östlich unmittelbar am Hauptort vorbei. Bahnanschluss besteht in der etwa 9 km entfernt Kreisstadt Cham.

### Bildung
Es gibt folgende Einrichtungen (Stand: 2018):
- zwei Kindertageseinrichtungen mit 105 Kindergartenplätzen und 124 betreuten 100 Kindern
- die Leonhard-Stettner-Grundschule Wilting mit acht Lehrern und 153 Schülern (Schuljahr 2018/19)[9]
- eine Außenstelle der Volkshochschule Cham